# Live at Donington
Live at Donington ist das vierte Livealbum der britischen Heavy-Metal-Band Iron Maiden. Das Album wurde am 8. November 1993 via EMI veröffentlicht.

## Hintergrund
Im Gegensatz zu den zuvor veröffentlichten Alben A Real Live One und A Real Dead One umfasst Live at Donington ein komplettes Konzert. Aufgenommen wurde das Album am 22. August 1992 beim Monsters-of-Rock-Festival in Donington Park vor etwa 70.000 Zuschauern. Dieser Auftritt wurde vielfach als letztes großes Konzert der Band vor dem Ausstieg des Sängers Bruce Dickinson angesehen. Da Dickinson 1999 zur Band zurückkehrte, verlor der Auftritt jedoch seine Signifikanz.
Während des Liedes Running Free kehrt der ehemalige Gitarrist Adrian Smith auf die Bühne zurück.
Ein VHS-Video der Show war auch erhältlich, wird aber seit längerem nicht mehr hergestellt. Es gab im Vorfeld zahlreiche Bootlegs, da das Konzert im Radio übertragen wurde. Ursprünglich war das Album stark limitiert, insbesondere die Dreifach-LP mit einer Auflage von 5000 Stück war ein gesuchtes Sammlerstück. In Nordamerika wurde die Live-CD überhaupt nicht veröffentlicht.
Das Coverartwork ist relativ schlicht gehalten und erinnert an ein Bootleg: Man sieht nur das Bandlogo sowie den Titel in Schreibmaschinenschrift.
Trotz seiner Limitierung erreichte das Album Platz #23 der britischen Albencharts.

## Wiederveröffentlichung
1998 wurde das Album neu veröffentlicht. Das Cover ziert nun das originale Konzertposter von Mark Wilkinson. Außerdem wurden die ersten vier Lieder der zweiten CD auf die erste CD gepackt. Der frei gewordene Raum auf der zweiten CD wurde für einen Multimediapart genutzt.

## Titelliste

### CD 1
1. Be Quick or Be Dead
2. The Number of the Beast
3. Wrathchild
4. From Here to Eternity
5. Can I Play with Madness
6. Wasting Love
7. Tailgunner
8. The Evil That Men Do
9. Afraid to Shoot Strangers
10. Fear of the Dark

### CD 2
1. Bring Your Daughter… to the Slaughter
2. The Clairvoyant
3. Heaven Can Wait
4. Run to the Hills
5. 2 Minutes to Midnight
6. Iron Maiden
7. Hallowed Be Thy Name
8. The Trooper
9. Sanctuary
10. Running Free